# USS Monssen (DD-798)
USS Monssen (DD-798) — эскадренный миноносец типа «Флетчер», в период Второй мировой войны состоявший на вооружении ВМС США.
USS Monssen (DD-798) был назван в честь лейтенанта Монса Монссена (1867-1930) который был награждён медалью Почета за тушение пожара в пороховом погребе линкора Миссури.
USS Monssen (DD-798) был заложен 1 июня 1943 года на верфи Bethlehem Steel, спущен на воду 30 октября 1943 года и сдан в эксплуатацию 14 февраля 1944 года, под командование Вернхарта Фитча.

## История

### Вторая Мировая война
После испытаний эсминец присоединился к группе крейсеров (Vincennes, Houston, Miami) и отплыл на военную базу, где американский флот готовился к Марианско-палауской операции.
30 мая эсминец отправился с ударной группой на атолл Эниветок. Оттуда он отплыл на остров Сайпан. Прибыв на Сайпан 15 июня эсминец принял активное участие в сражении за Сайпан. 16 июня при поддержке эсминца была отбита танковая контратака японцев. В течение всего сражения эсминец оказывал огневую поддержку десанту.
Вечером 17-го эсминец присоединился к ударной группе корабле чтобы вступить в сражение с Императорским флотом Японии. Позже это сражение получило название Битва в Филиппинском море. Сражение началось 19 июня, когда американские корабли были атакованы японской авиацией. Эсминцу удалось сбить два самолёта Yokosuka D4Y Suisei, и один повредить. 20-го числа американская авиация атаковала японский флот. Монссен с помощью прожекторов помогал самолётам при посадке и способствовал поиску и спасению сбитых американских лётчиков.

## Награды
Эсминец получил восемь звёзд за службу во Второй Мировой войне.